# Malmslättsvägen

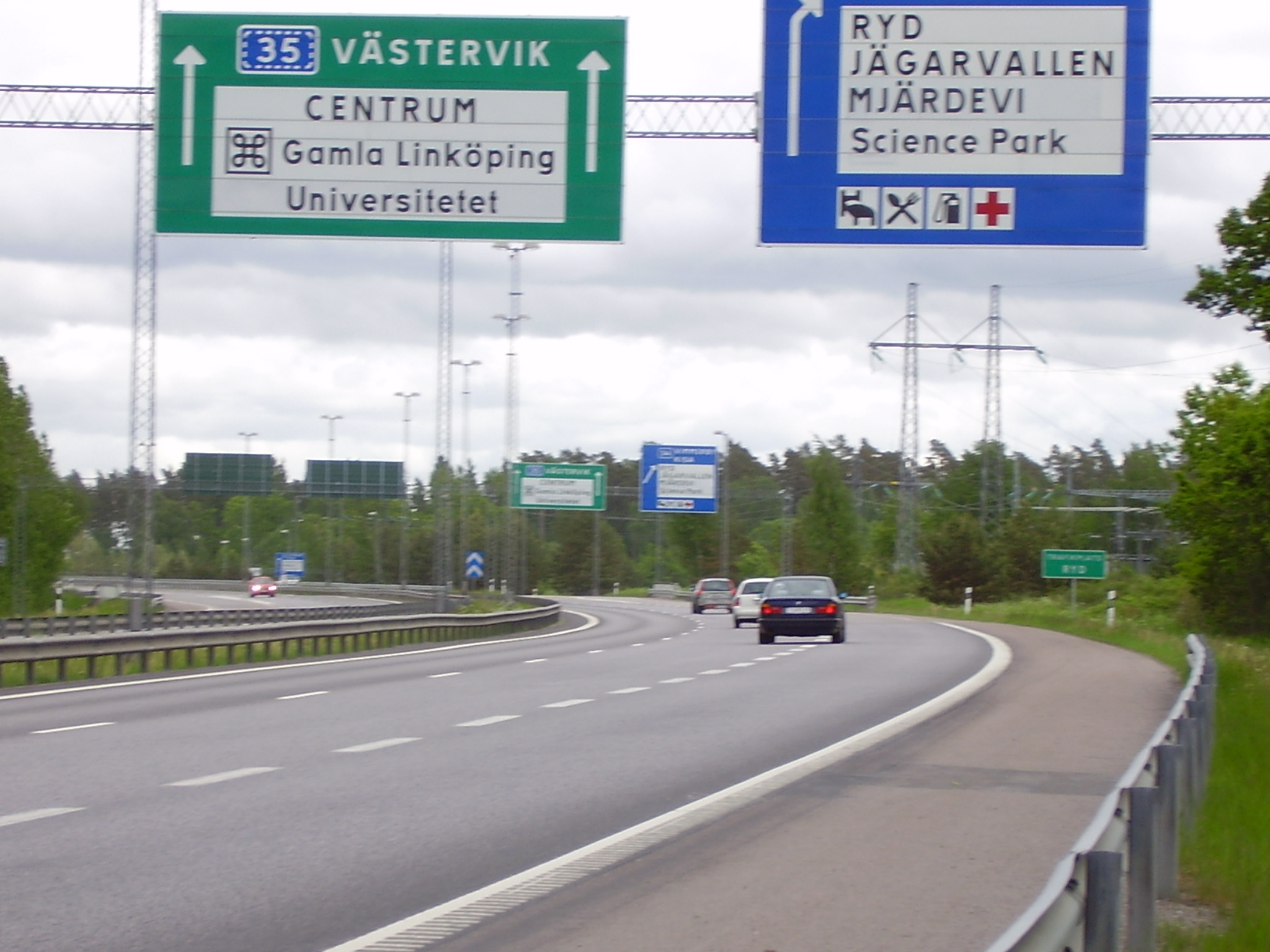
Trafikplats Ryd

Malmslättsvägen är den västra infarten till Linköpings centrum. De yttre 5 kilometerna, mellan E4-motorvägen och Vallarondellen, är motorväg. Mellan E4 och Trafikplats Ryd utgör vägen riksväg 34:s förbifart förbi västra Linköping. Vägen och dess fortsättning längs Storgatan och Drottninggatan utgör inom Vägverket grenvägen E4.04, men detta nummer skyltas inte.
Vägen är uppkallad efter Malmslätt väster om Linköping, som var vägens ursprungliga mål.

## Beskrivning

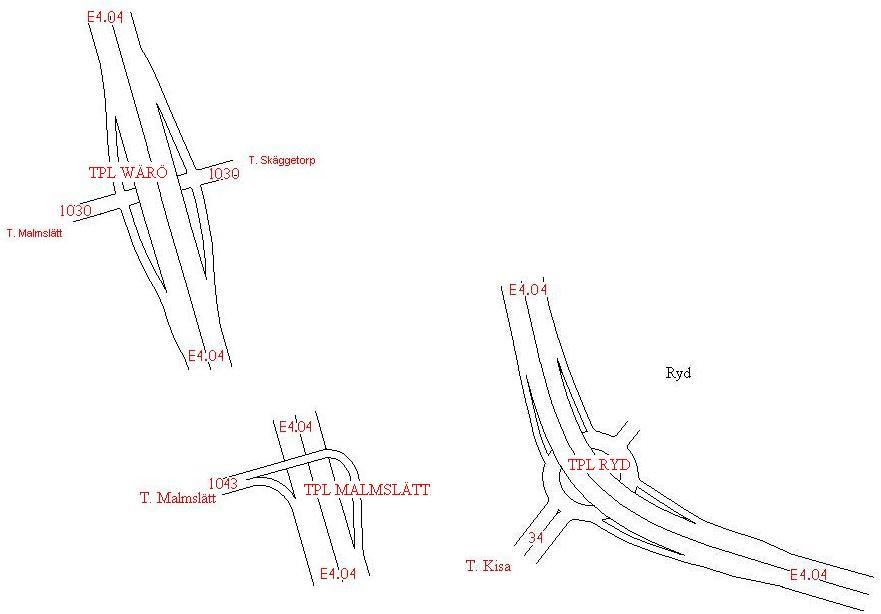
Skiss över trafikplatser (ej skalenlig)

Malmslättsvägen börjar där Västra vägen, Östgötagatan, Storgatan och Kaserngatan möts. Vägen har tre till fyra körfält och flera korsningar med trafikljus. Vid Vallarondellen blir vägen motorväg. Mittremsan markeras med plåträcken, och vägen är belyst med högtrycksnatriumlampor. Hastighetsbegränsningen är 90 km/h utom närmast Vallarondellen. Vid Trafikplats Ryd, som består av en cirkulationsplats under motorvägen med anslutande ramper, ansluter riksväg 34. Vägen fortsätter norrut, och vid Trafikplats Malmen (som den kallas av kommunen) eller Malmslätt (som den kallas av Vägverket) ansluter Kärnavägen, med påfart endast mot söder och avfart endast söderifrån.
Norr om denna trafikplats ändrar motorvägen karaktär något. Plåträckena ersätts av ett vajerräcke, belysningen upphör och hastighetsbegränsningen höjs till 110 km/h. Vid Trafikplats Wärö korsas Nya Ledbergsvägen mellan Skäggetorp och Malmslätt, ungefär vid gården Värö. Vid Trafikplats Linköping Västra (enligt Vägverket) eller Trafikplats Tift (enligt kommunen) ansluter Malmslättsvägen till E4-motorvägen och motortrafikleden vidare mot Motala och Ljungsbro. Undre delen av trafikplatsen påminner om en cirkulationsplats men hela "cirkeln" har motorvägsstatus. Hastighetsgränsen är här nedsatt till 70 km/h.

## Historia
Malmslättsvägen fram till Trafikplats Ryd var den ursprungliga landsvägen från Linköping västerut, mot Vikingstad och Mjölby. Den kom att ingå i Riksettan och E4 fram till att motorvägen norr om staden byggdes under 1970-talet. Mellan 1975 och 1979 byggdes avsnittet mellan Vallarondellen och Trafikplats Ryd ut till motorväg, varefter motorvägen böjde av norrut till den nya E4-motorvägen, som byggdes samtidigt. Motorvägarna hade varit planerade sedan en bit in på 1960-talet. Den anslutande motortrafikleden från E4 till Ljungsbro är tillkommen senare, på 1980-talet.

## Korsningar och trafikplatser längs E4.04
|                                                    | Nr       | Namn                                          | Skyltning |
| -------------------------------------------------- | -------- | --------------------------------------------- | --- |
| Landsväg Tätortsväg Sankt Larsgatan-Vallarondellen |          |                                               | |
|                                                    |          | Sankt Larsgatan                               | E4.21 (Drottninggatan) Tannefors, Norrköping, Stockholm; E 5008 (Sankt Larsgatan) järnvägsstation, Ramshäll                                                  |
|                                                    |          | Djurgårdsgatan                                | E 707 (Djurgårdsgatan) Garnisonen, Slättbacka |
|                                                    |          | Storgatan                                     | E 5016 Stora torget |
|                                                    |          | Östgötag/Kaserng/Västra v                     | E4.05 (Västra vägen) Tornby, Berg; E 5006 (Östgötagatan/Kaserngatan/C-ring) Garnisonen, Vasastaden                                                           |
|                                                    |          | Westmansg/Bjälbog                             | E 5004 (Westmansgatan) Valla, djursjukhus; Bjälbogatan |
|                                                    |          | Vallarondellen                                | E 5000 (Rydsvägen) Ryd; E 5003 (Industrigatan/Y-ring) Tornby, Västervik; E 5030 (Universitetsvägen/Y-ring) universitetet, Lambohov, Mjärdevi; Stratomtavägen |
| Motorväg Vallarondellen-E4                         |          |                                               | |
|                                                    | -        | Trafikplats Ryd                               | 34 Vimmerby och Kisa; Ryd, Jägarvallen, Mjärdevi, science park                                                                                               |
|                                                    | -        | Trafikplats Malmslätt (endast från/mot söder) | E 1043 Malmslätt |
|                                                    | -        | Trafikplats Wärö                              | E 1030 Malmslätt, flygvapenmuseum, Malmen |
|                                                    | (E4:111) | Trafikplats Linköping västra (Tift)           | E4 Helsingborg, Stockholm; 34 Motala |